# Griffin Yow
Griffin McDorman Yow (ur. 25 września 2002 w Clifton) – amerykański piłkarz występujący na pozycji skrzydłowego, od 2022 roku zawodnik belgijskiego Westerlo.